# J. Q. Louison
Pour les articles homonymes, voir Louison.
Jacqueline Quentin Louison ou J.Q. Louison est une écrivaine et poétesse martiniquaise née en 1952 au Marin en Martinique. Issue d'une famille moyenne de dix enfants, elle réussit à décrocher les différentes bourses qui vont lui permettre d'accéder à l'instruction . Dans un contexte économique difficile, elle obtient son baccalauréat pour poursuivre des études supérieures en Études Anglophones à la métropole. En 1979, elle s'installe en Afrique de l'Ouest où elle restera vingt-sept ans. En 2004, elle retourne sur son île natale, la Martinique, où cet enseignant-chercheur s'adonne depuis, à l'écriture .
Entre l'Europe, l'Afrique, l'Amérique et les Caraïbes, J.Q. Louison évoque un spirituel et une humanité influencés par des cultures qui pourtant les façonnent.
Ses œuvres décrivent souvent une société afro-antillaise où le spirituel occupe une grande place. Ses personnages sont toujours charismatiques mais restent soumis à un destin tumultueux qui les ramène toujours à un tête à tête avec leurs origines .
Elle évoque le réel imaginaire (expression de son fait), pour expliquer la précision avec laquelle elle décrit dans ses ouvrages, des mondes parallèles ou fantastiques, dans un style qui fait penser à René Barjavel ou encore à l'évocation du spirituel dans les romans de Toni Morrison.
En 2009, l'artiste Christina Goh met en musique trois poèmes tirés du recueil 3 Emotions de J.Q Louison dans son œuvre 3 EMOTIONS.

## Le réel imaginaire
L'écrivaine martiniquaise explique ainsi la précision avec laquelle elle décrit dans ses ouvrages, des mondes fantastiques parallèles coexistant avec le réel. 
Le point de liaison entre ces mondes sont toujours des personnages charismatiques soumis à un destin tumultueux dans un monde contemporain qui les ramène toujours à un tête à tête avec leurs origines mystiques. 
L’œuvre qui illustre le plus "le réel imaginaire" est la trilogie Le crocodile assassiné même si dès 2006, le roman Le canari brisé en était la première démonstration littéraire avant le recueil de nouvelles Cicatrices.